# Ангер (Берхтесгаден)
Ангер (њем. Anger) општина је у њемачкој савезној држави Баварска. Једно је од 15 општинских средишта округа Берхтесгаденер Ланд. Према процјени из 2010. у општини је живјело 4.245 становника. Посједује регионалну шифру (AGS) 9172112.

## Географија
Ангер се налази у савезној држави Баварска у округу Берхтесгаденер Ланд. Општина се налази на надморској висини од 558 метара. Површина општине износи 45,9 km². У самом мјесту је, према процјени из 2010. године, живјело 4.245 становника. Просјечна густина становништва износи 92 становника/km².